# Fisker Inc.
Fisker Inc. war ein US-amerikanischer Hersteller von Elektrofahrzeugen, der 2016 von Henrik Fisker gegründet wurde und seinen Sitz in Los Angeles hatte. Fisker Inc. war die Neueinführung der Marke Fisker, die zuvor als Fisker Automotive (2007 ebenfalls von Henrik Fisker gegründet) bekannt war und den Fisker Karma produzierte. Das Unternehmen entwickelte das Elektro-SUV Fisker Ocean, das seit Mai 2023 ausgeliefert wurde.
Seit Dezember 2023 steckte das Unternehmen in finanziellen Schwierigkeiten und meldete im Juni 2024 Gläubigerschutz nach Chapter 11 an.

## Geschichte

### Fisker Automotive
Im Jahr 2007 gründeten Henrik Fisker und Bernhard Koehler Fisker Automotive. Das Unternehmen produzierte den Fisker Karma, eines der weltweit ersten serienmäßigen Luxus-Plug-in-Hybrid-Elektrofahrzeuge, das 2008 debütierte und 2011 erstmals ausgeliefert wurde. Die Produktion wurde 2012 aufgrund des Konkurses seines Batterielieferanten A123 Systems eingestellt, nachdem etwa 2.000 der Fahrzeuge weltweit verkauft worden waren. Im Jahr 2014 wurden die Vermögenswerte von Fisker Automotive von der Wanxiang Gruppe gekauft, die ihr neues Unternehmen in Karma Automotive umbenannte. Henrik Fisker behielt die Marke Fisker.

### Fisker Inc.
Am 3. Oktober 2016 gab der Vorsitzende und CEO Henrik Fisker die Gründung von Fisker Inc. bekannt, einem neuen Automobilhersteller, der Elektrofahrzeuge mit größerer Reichweite, autonomem Fahrverhalten und fortschrittlicher Batterietechnologie entwerfen wollte, mit Geeta Fisker als Präsidentin und CFO. Fisker erklärte erstmals im Juli 2016, dass er plane, ein voll vernetztes Elektroauto mit autonomen Fahreigenschaften und einem ästhetisch ansprechenden Aussehen zu entwerfen und bereits seit zwei Jahren daran arbeite. Am 31. Oktober 2016 veröffentlichte Fisker Inc. das Design und die Spezifikationen des kommenden Elektrofahrzeugs, des Fisker EMotion.
Im November 2017 kündigte das Unternehmen die Entwicklung des Orbit an, eines vollständig autonomen, vernetzten, elektrischen Shuttles, das intelligente Städte, öffentliche Flughäfen und Campusse bedienen sollte. In diesem Monat gab Fisker Inc. auch bekannt, dass es Patente auf flexible Festkörperbatterie-Designs angemeldet habe, wobei die Batterien voraussichtlich um 2020 in Massenproduktion hergestellt werden sollten.
Im September 2018 gab das Unternehmen bekannt, dass es an der finalen Zusammensetzung einer Festkörperbatterie arbeite, die ab 2020 in Elektroautos eingesetzt werden und eine Reichweite von 900 Kilometern bieten solle.
Im September 2018 kündigte das Unternehmen die Entwicklung eines vollelektrischen SUVs für den Massenmarkt an. Im September 2019 wurde eine Partnerschaft mit dem Schauspieler Nikolaj Coster-Waldau  bekannt gegeben, der Henrik Fisker als Partner und Nachhaltigkeitsberater zur Seite stehen werde.
Am 8. Juli 2020 gab das Unternehmen den Abschluss einer Finanzierungsrunde der Serie C in Höhe von 50 Millionen Dollar bekannt, die von Moore Strategic Ventures, dem privaten Investitionszweig von Louis Moore Bacon, finanziert wurde. Der Erlös sollte in die nächste Phase der Konstruktionsarbeiten für den vollelektrischen Fisker Ocean fließen, der 2022 auf den Markt kommen sollte. Am 13. Juli 2020 kündigte Henrik Fisker an, dass Fisker Inc. einen Börsengang an der New Yorker Börse durch eine Fusion mit der Zweckgesellschaft Spartan Energy Acquisition Corp. durchführen werde, die von der Private-Equity-Firma Apollo Global Management unterstützt wurde. Das Geschäft bewertete Fisker Inc. mit 2,9 Milliarden US-Dollar. Der Abschluss der Transaktion wurde für das vierte Quartal 2020 erwartet. Der Erlös sollte dazu verwendet werden, den Ocean bis Ende 2022 auf den Markt zu bringen.
Am 30. Juli 2020 kündigte das Unternehmen ein Vier-Fahrzeug-Portfolio bis 2025 an. Zum Fisker Ocean sollten eine Sportlimousine, die auf dem zuvor angekündigten Fisker Emotion-Konzept basieren sollte, ein coupéähnliches SUV und ein Lifestyle-Pickup-Truck hinzukommen. Alle werden Elektrofahrzeuge sein. Am 30. Juli gab das Unternehmen bekannt, dass es Reservierungen für 7.062 Fisker Ocean SUVs habe.
Im Oktober 2020 erfolgte der Börsengang des Unternehmens an der New York Stock Exchange durch eine Fusion mit der Zweckgesellschaft Spartan Energy Acquisition Corp.
Im März 2021 gab Fisker bekannt, dass die Entwicklung von Festkörperbatterien gestoppt wurde.
Im November 2022 startete die Produktion des Ocean bei Magna.
Im Dezember 2023 wurde bekannt, dass anstatt der geplanten 43.000 Fahrzeugen für 2023 bis dato lediglich ungefähr 10.000 Fahrzeuge produziert wurden und aufgrund von einem Liquiditätsengpass die Produktion weiter gedrosselt werde.
Im März 2024 gab Fisker Inc. aufgrund eines Nettoverlustes von über 463 Millionen Dollar im Jahr 2023 bekannt, dass das Unternehmen in finanziellen Schwierigkeiten steckte und nicht über die notwendigen Mittel verfüge, um den Betrieb im kommenden Jahr aufrechtzuerhalten. Aus diesem Grund reduzierte das Unternehmen seine Belegschaft um 15 % und pausierte die Entwicklung des Pear compact EV. Fisker verhandelte daraufhin mit Nissan über eine Finanzspritze in Höhe von 400 Millionen Dollar (um Barmittel zu generieren oder Kosten zu senken) im Austausch für den Zugang zur Pick-up-Plattform des Fisker Alaska.
Am 13. März 2024 berichtete das Wall Street Journal, dass Fisker den Finanzberater FTI Consulting und die Anwaltskanzlei Davis Polk beauftragt habe, an einer möglichen Insolvenzanmeldung zu arbeiten.
Am 26. März 2024 begann die New York Stock Exchange das Delisting der Fisker-Aktie, nachdem der Wert auf 9 Cent pro Aktie gefallen war.
Im Mai 2024 beantragte die Fisker GmbH, Österreich-Tochter von Fisker Inc., ein Sanierungsverfahren mit Eigenverwaltung.
Im Juni 2024 meldete das amerikanische Stammunternehmen Fisker Inc. die Insolvenz nach Chapter 11 an.

## Modelle

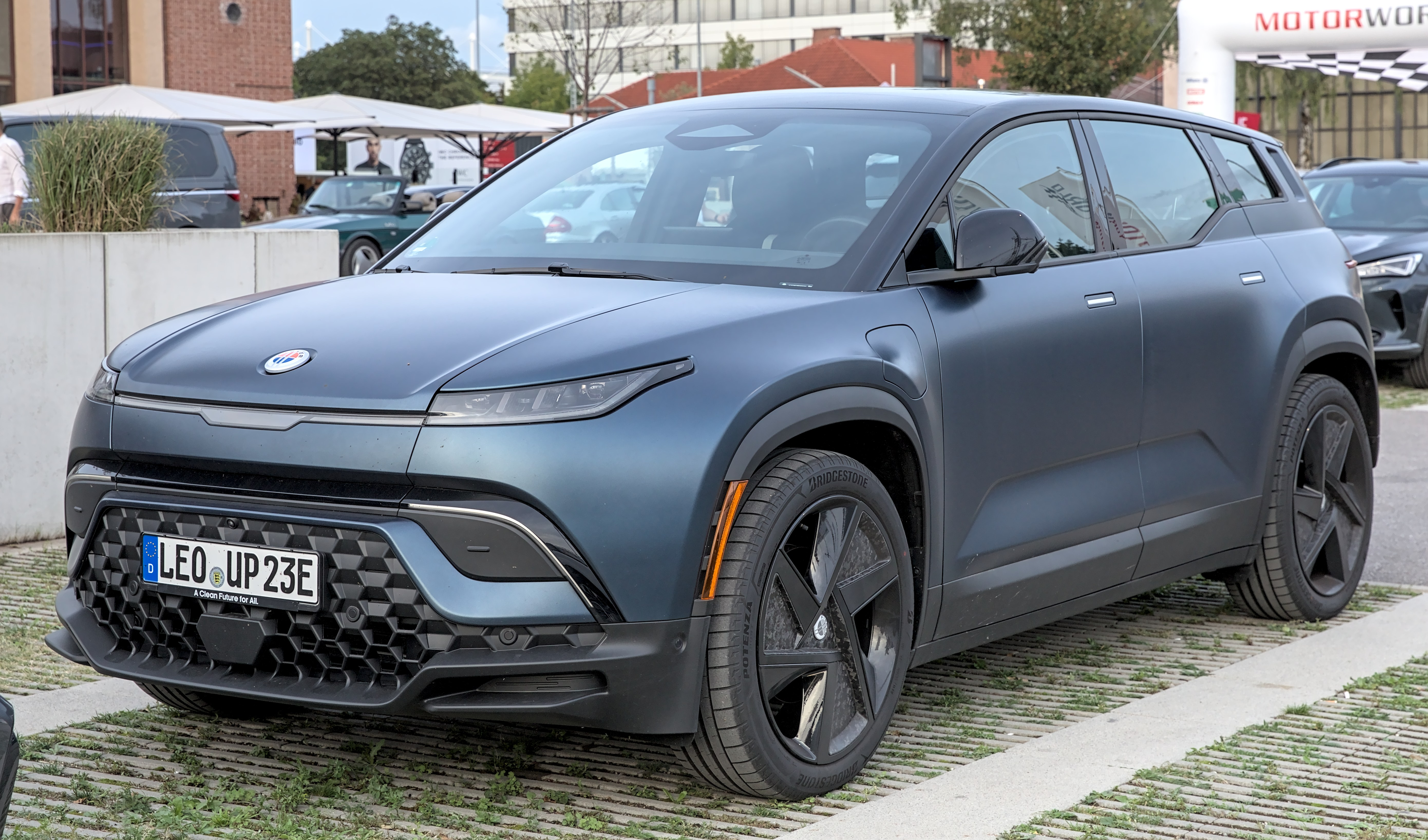
Fisker Ocean

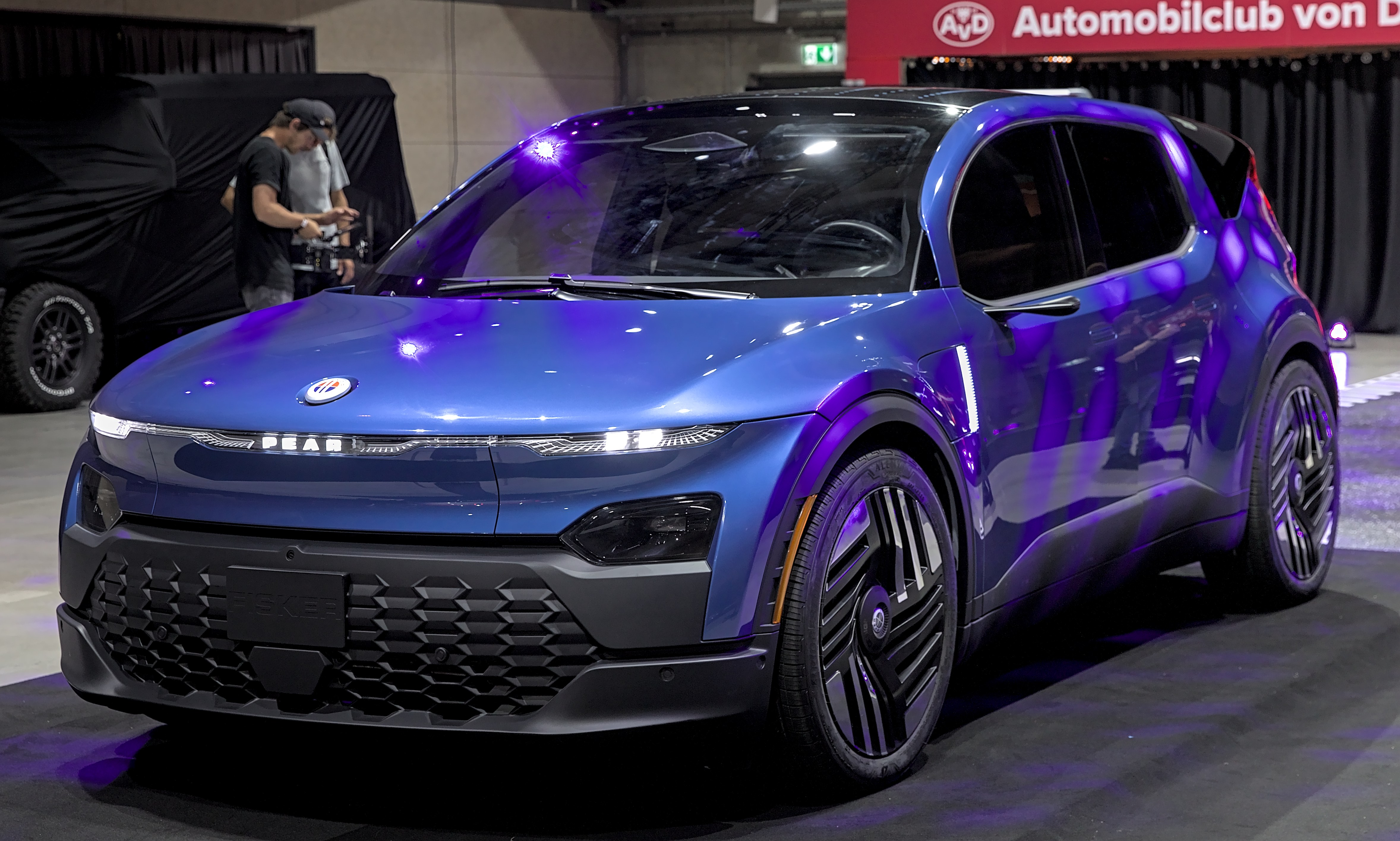
Fisker Pear (Vorserienmodell)

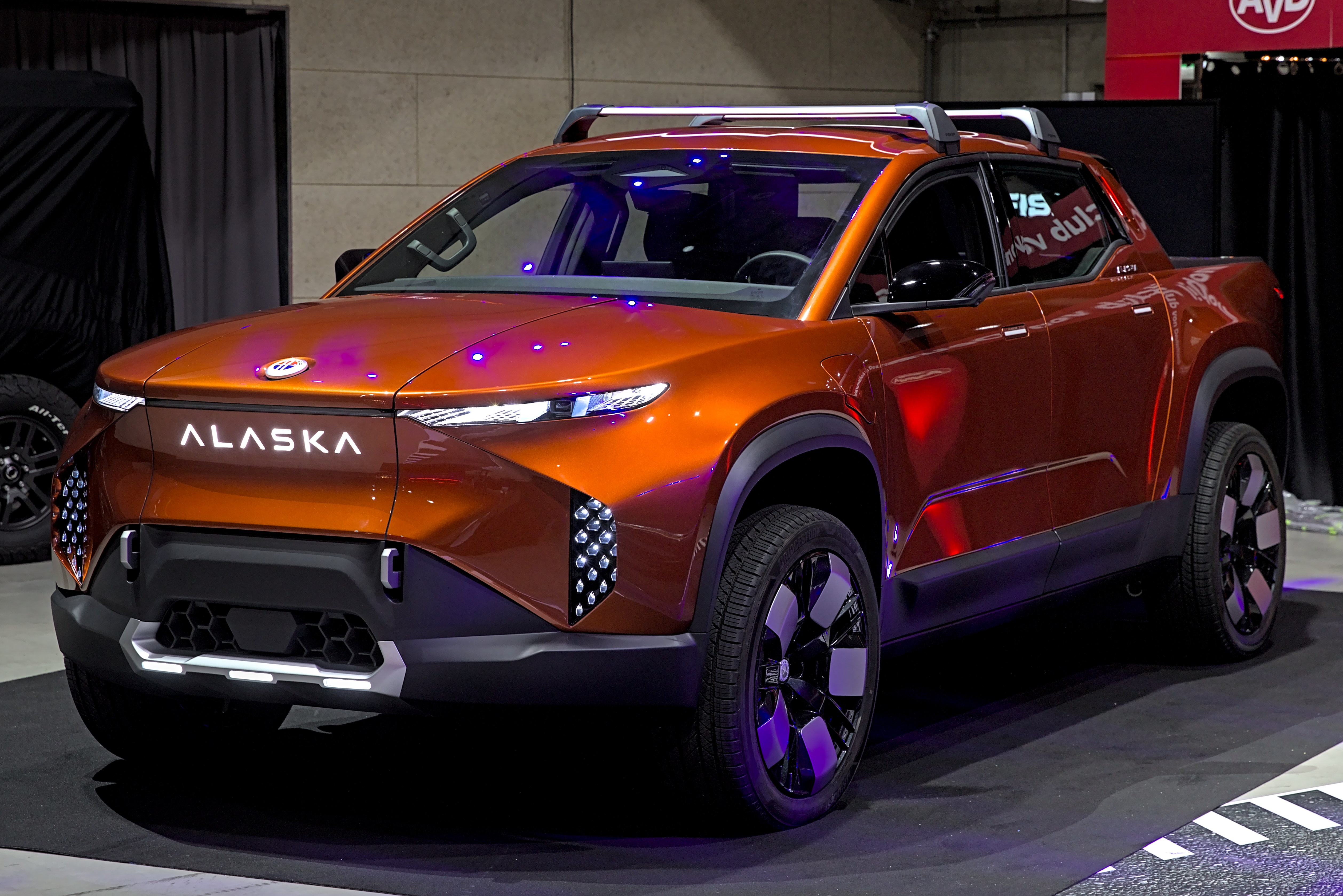
Fisker Alaska (Vorserienmodell)

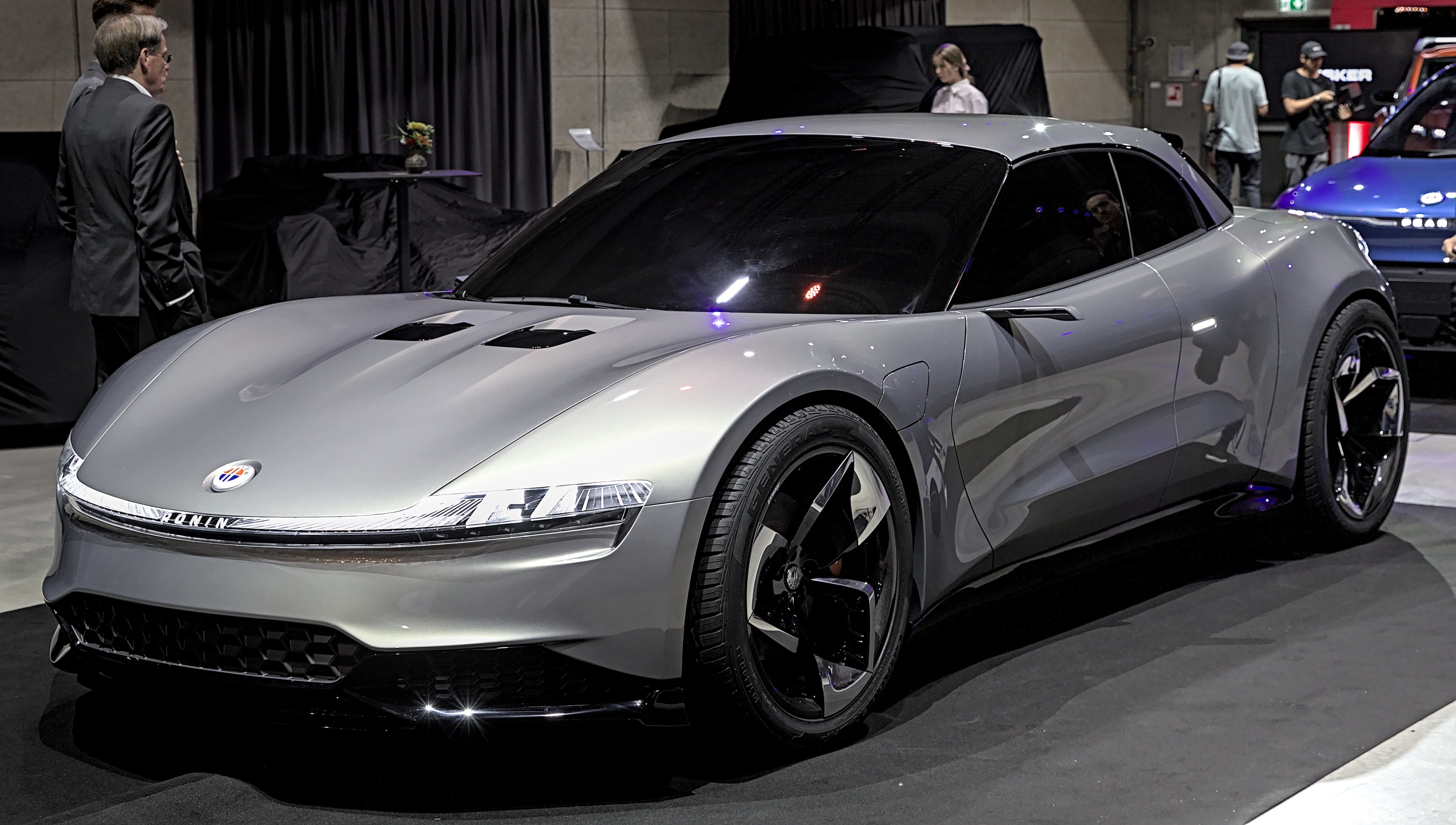
Fisker Ronin (Vorserienmodell)

### Fisker EMotion
Der Fisker EMotion ist eine 2017 vorgestellte Sportlimousine und sollte das erste Elektroauto von Fisker werden. Der EMotion sollte mit einer neuartigen Festkörperbatterie ausgestattet sein. 2021 wurde die Entwicklung aufgegeben.

### Fisker Ocean
Der Fisker Ocean ist ein batterieelektrisch angetriebenes Crossover-SUV. Es wurde im November 2021 auf der LA Auto Show vorgestellt. Die Produktion startete im November 2022 bei Magna in Österreich. Im Mai 2023 wurde das erste Exemplar in Europa ausgeliefert.

### Fisker Pear
Der Fisker Pear ist ein batterieelektrisch angetriebenes Sport Utility Vehicle, das ab 2024 vom chinesischen Auftragsfertiger Foxconn produziert werden sollte. Im Mai 2023 wurde eine Verschiebung des Starts auf 2025 bekanntgegeben.

### Fisker Alaska
Der Fisker Alaska ist ein elektrisch angetriebener Pick-up, der im August 2023 vorgestellt wurde. Im Januar 2024 wurde bekanntgegeben, dass der Wagen außerhalb Nordamerikas als Fisker Kayak vermarktet werden solle. Die Serienfertigung sollte Stand August 2023 im ersten Quartal 2025 beginnen.

### Fisker Ronin
Ebenfalls im August 2023 präsentierte Fisker das elektrisch angetriebene Cabriolet mit Klappdach Ronin, das in einer limitierten Stückzahl von 999 Einheiten gefertigt werden sollte.

## Verschiedenes
Ein von Christopher Gorham gespielter Tech-Milliardär fährt in der Serie The Lincoln Lawyer einen Fisker EMotion.
In der Sitcom 'Two and a half men', Staffel 9 Episode 8, fährt Walden Schmidt, gespielt von Ashton Kutcher, einen Fisker Karma.